# Ма Юаньчжан
Ма Юаньчжан (马元章; 1852—1920) — китайский суфийский лидер Джахрии (суфийский орден Накшбанди). Потомок Ма Минсиня.

## Биография

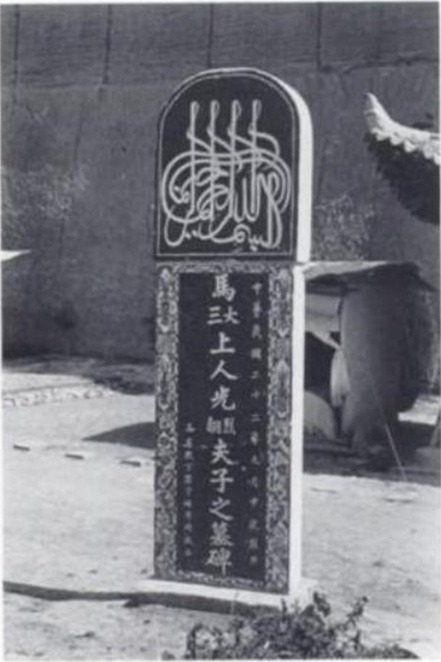
Могила Ма Юаньчжана в Китае.

Когда цинский полководец Агуй подавил восстание Джахрия в 1781 году, семья Ма Минсиня была сослана в провинцию Юньнань, где они жили в западной мусульманской общине, обращая мусульман Юньнани в секту Джахрия. Отец Ма Юаньчжана, Ма Шилин, дважды ездил из Юньнани в Нинся, чтобы навестить Ма Хуалуна. После того, как Ду Вэньсю восстал в Пантайском восстании, Ма Шилин присоединился к нему в качестве командира гарнизона и гражданского чиновника. Он защищал Дунгучжай в течение года от Цин, а затем покончил жизнь самоубийством. Сын Ма Шилиня Ма Юаньчжан и другие его сыновья отправились в Сычуань.
Ма Юаньчжан искал выживших детей Ма Хуалуна. Лишь немногие из семьи Ма Хуалуна пережили резню в Цзиньджипу. Двое его внуков, Ма Цзиньчэн и Ма Цзиньси, были приговорены к кастрации по достижении 12-летнего возраста. Ма Цзиньчэн закончил свои дни рабом-евнухом в Кайфыне в 1890 году, хотя новый лидер Джахрия Ма Юаньчжан (1850-е — 1920), сумел тайно оказать ему некоторую поддержку до самой смерти. Младший внук, Ма Цзиньси, был увезен нетронутым из заключения в Сиане Ма Юаньчжаном и спрятан в Ханчжоу. Много лет спустя Ма Юаньчжану удалось добиться помилования Ма Цзиньси, и внук Ма Хуалуна вернулся в Нинся. Последовал раскол внутри Джахрии: некоторые члены стали последователями Ма Цзиньси, а другие придерживались Ма Юаньчжана (который утверждал, что произошел от основателя ордена Ма Минсиня, а также был связан с семьей Ма Хуалуна через его брак).
Ма Юаньчжан командовал ополчением Джахрия против восстания Бай Лана (1911—1914).
Ма Юаньчжан и Ма Фусян стали врагами после того, как Ма Фусян рассердился на то, что Ма Юаньчжан отказался помочь ему сместить Чжан Гуанцзяня с поста губернатора Ганьсу, и телеграфировал Пекину, что Чжан должен остаться на посту губернатора. Ма Фусян и другие генералы Ганьсу считали, что губернатором должен быть уроженец Ганьсу.
Сторонники Ма Юаньчжана относились к нему с крайним уважением; его прозвали «Новым пророком», а его резиденцию считали «святилищем».
В 1913 году восстание Тёмюра Халфа в Кумуле было подавлено Ян Цзэнсинем с помощью религиозного представителя Ма Юаньчжана из Турфана «раиса» Цзинь Юньлунь (金云仑).
Ма Юаньчжан и его сын погибли во время землетрясения в Хайюане 16 декабря 1920 года в мечети, в которой он находился недалеко от Чжанцзячуаня.